# Simon Stainrod
Simon Allan Stainrod (Sheffield, 1º febbraio 1959) è un allenatore di calcio ed ex calciatore inglese, di ruolo attaccante.

## Carriera
Esordisce tra i professionisti all'età di 16 anni nella stagione 1975-1976, segnando 2 reti in 7 presenze nella prima divisione inglese con lo Sheffield Utd, club della sua città natale, che a fine anno retrocede in seconda divisione; gioca poi per un triennio in questa categoria con le Blades, totalizzando complessivamente 60 presenze e 12 reti in incontri di campionato. Nel marzo del 1979 viene ceduto all'Oldham Athletic, altro club di seconda divisione, dove gioca fino al novembre del 1980 quando, dopo 21 reti in 69 partite di seconda divisione, si trasferisce al QPR, sempre in questa stessa categoria.
La sua permanenza nel club londinese si protrae per complessive quattro stagioni e mezzo, di cui le prime due e mezzo (fino alla vittoria della Second Division 1982-1983) trascorse in seconda divisione (85 presenze e 30 reti) e le successive due in prima divisione (41 presenze e 13 reti nella stagione 1983-1984 e 19 presenze e 5 reti nella stagione 1984-1985, negli ultimi mesi della quale segna anche un gol in 9 presenze in prima divisione con lo Sheffield Weds); nella stagione 1985-1986, dopo un ulteriore gol in 6 presenze nel campionato di First Division con gli Owls si trasferisce all'Aston Villa, con cui realizza 10 reti in 30 presenze, sempre in prima divisione, categoria in cui va invece a segno per 6 volte in 29 presenze nella stagione 1986-1987, conclusasi con una retrocessione in seconda divisione. Nella stagione 1987-1988 dopo aver giocato 4 partite in questa categoria sempre con l'Aston Villa passa quindi allo Stoke City, altro club di seconda divisione, con cui nell'arco delle stagioni 1987-1988 e 1988-1989 totalizza complessivamente 6 reti in 28 presenze in questa categoria; conclude poi la stagione 1988-1989 allo Strasburgo, con cui realizza 2 reti in 8 presenze nella prima divisione francese.
Rimane in Francia anche per la stagione 1989-1990, nella quale realizza una rete in 22 presenze con il Rouen, club di seconda divisione; si trasferisce quindi al Falkirk, con cui nella stagione 1990-1991 vince la seconda divisione scozzese, trascorrendo poi la stagione successiva in prima divisione. Milita nella prima divisione scozzese anche nella stagione 1992-1993, segnando 9 reti in 33 presenze con il Dundee, club di cui è contemporaneamente anche allenatore. Si ritira infine nel 1995, all'età di 36 anni, dopo un biennio trascorso con il doppio ruolo di giocatore ed allenatore all'Ayr Utd nella seconda divisione scozzese.

## Palmarès

### Giocatore

#### Competizioni nazionali
- Campionato inglese di seconda divisione: 1

Q.P.R.: 1982-1983
- Scottish Championship: 1

Falkirk: 1990-1991